# یواس‌اس اونوتا (ای‌ان-۸۵)
یواس‌اس اونوتا (ای‌ان-۸۵) (به انگلیسی: USS Oneota (AN-85)) یک کشتی بود که طول آن 168' 6" بود. این کشتی در سال ۱۹۴۴ ساخته شد.